# Fritz Schaper
Hugo Wilhelm Friedrich (Fritz) Schaper (født 31. juli 1841 i Alsleben a. d. Saale, død 29. november 1919 i Berlin) var en tysk billedhugger.
Schaper er udgået fra Berlin-akademiet, studerede 1860—67 under Albert Wolff og var lærer ved akademiet 1875—90. Schapers kunst fortsætter de Rauchske traditioner. I portrætfaget er han dog i mere udpræget grad realisten. 
Schapers måske betydeligste værk, Goethemonumentet (Berlin; med 3 allegoriske skikkelser på fodstykket), falder allerede tidlig i Schapers produktion (udkast 1872, afsløring 1879). Her mødes harmonisk de to sider af Schapers kunstnerfysiognomi: Portrætøren og Lyrikeren. Denne sidste er i øvrigt især kommet til orde i mellemstunderne mellem
de mange store monumentalopgaver, han fik overdraget: 
- Bronzestatuerne af Bismarck og Moltke for Köln (1879, 1881),
- Mindesmærkerne for Lessing (1882, Hamburg; siddende skikkelse), *Gauss (Braunschweig),
- Krupp (Essen),
- Luther (1889, Erfurt),
- Liebig (Giessen)
- Blücher (1893),
- Kejserinde Augusta (1895),
- Den store kurfyrste (1901, Siegesallee, Berlin),
- Storhertug Ludvig IV (Darmstadt),
- Loewe (Kiel), Kejser Vilhelm I (Aachen).

Af idealplastik kan nævnes: Victoria til Berlins Zeughaus (kolossal marmorfigur) og Hebe og Amor giver Venus' duer at drikke (1886, marmor). 